# Brodie-System

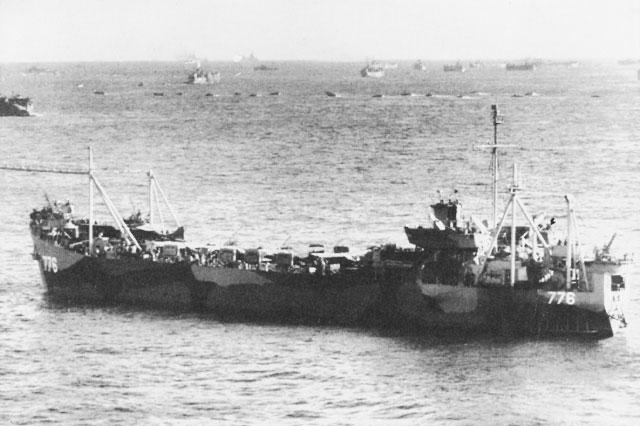
Das Panzerlandungsschiff USS LST-776 mit dem Brodie-System im Einsatz vor Iwo Jima

Das  Brodie-System  war eine Vorrichtung, mit der leichte Aufklärungsflugzeuge der US-Streitkräfte auch ohne fest ausgebauten Flugplatz starten und landen konnten. Das System, das sowohl an Land als auch auf Schiffen verwendet werden konnte, ermöglichte es, leichte Flugzeuge wie die Piper L-4 für Artilleriebeobachtungs- und Aufklärungsflüge einzusetzen. Das System bewies auf dem pazifischen Kriegsschauplatz seine Einsatztauglichkeit.

## Funktionsweise
Zwischen zwei 15 Meter hohen Masten (meist Stahlrohrmasten, teilweise aber auch transportable Telegrafenmasten aus Holz) mit Auslegern wurde ein 150 Meter langes Stahlseil gespannt, auf dem eine Laufkatze lief, die das eigentliche Fangsystem trug. Das Fangsystem bestand aus mehreren Seilschlingen, die unter der Laufkatze aufgespannt wurden. Das gesamte System wog nur knapp dreieinhalb Tonnen und konnte per Frachtflugzeug und Fallschirm an jeden Ort der Welt transportiert werden.
Die Flugzeuge wurden mit einem Haken über der Tragfläche ausgerüstet, der vom Cockpit aus in der Höhe verstellt werden und auch ausgelöst werden konnte. Das Stahlseil, an dem das Flugzeug wie eine Seilbahngondel hing, bildete einen Ersatz für Start- und Landebahn.
Zum Start wurde das Flugzeug mit laufendem Motor in das System eingehängt, der Pilot gab dann Vollgas und die Bremse der Laufkatze wurde nach Erreichen der vollen Motorleistung gelöst. Nachdem das Flugzeug auf etwa 120 Meter Strecke beschleunigt hatte, klinkte der Pilot das Flugzeug mittels Seilzug aus und setzte seinen Flug normal fort. Bei der Landung zielte der Pilot mit dem Haken auf die aufgespannte Schlinge und klinkte das Flugzeug ein. Wenn der Haken einrastete, musste im Gegensatz zu einer normalen Landung der Steuerknüppel nach vorne gedrückt werden, um ein Aufschwingen des Flugzeugs und damit die Berührung zwischen Propeller und Stahlseil zu verhindern. Die Laufkatze bremste dann das Flugzeug von Fluggeschwindigkeit bis zum Stillstand.

## Entwicklung
Entwickelt wurde das System von James H. Brodie 1942, damals Lieutenant der amerikanischen Küstenartillerie. Er war vor der Küste Georgias Zeuge geworden, wie ein deutsches U-Boot am helllichten Tag einen amerikanischen Frachter versenkte. Brodie überlegte sich, dass Kleinflugzeuge, die an Bord von Schiffen mitgeführt würden, den Schiffen die Möglichkeit geben könnten, feindliche U-Boote aufzuklären und ihnen so auszuweichen oder Unterstützung anzufordern. Als Brodie seine Idee mitsamt ausgearbeiteten Plänen beim Nationalen Erfinderrat einreichte, der die Pläne an die US Navy weiterleitete, stieß er auf Ablehnung mit der Begründung, das System funktioniere nicht. Durch Zufall kam Brodie in Kontakt mit dem kommandierenden General des Transportation Corps, der dringend nach einem System zum Schutz der gefährdeten Transportschiffe suchte. Nachdem Brodie den General von seinem Konzept überzeugt hatte, bekam er einen Etat von 10.000 US-Dollar zugewiesen und begann im April 1943 in New Orleans mit ersten Versuchen. Im August gelang Lt. C. C. Wheeler der erste erfolgreiche Start mit dem Brodie-System, am 3. September 1943 absolvierte Major James D. Kemp, ein B-26-Pilot, der auf seine Verlegung wartete, erstmals Start und Landung am System. Im September erhielt James Brodie mit Flight Officer Raymond Gregory einen Testpiloten fest zugeteilt, der zudem mit der Stinson L-5 ein weitaus schwereres Flugzeug benutzte als die bisher verwendete Taylorcraft L-2.

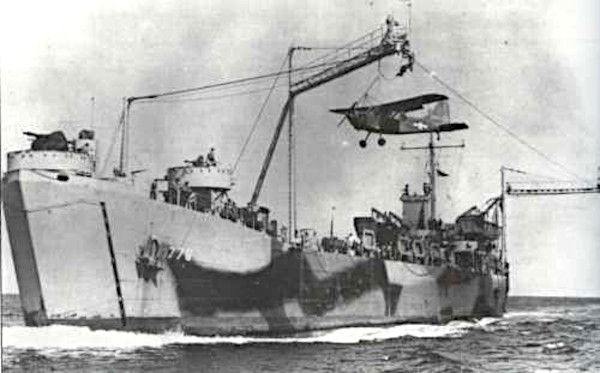
LST-776 mit dem Brodie-System während der Erprobung im Golf von Mexiko, 1943

Ende 1943 rüstete Brodie dann das Frachtschiff City of Dalhart mit dem System aus, um dessen Seetauglichkeit im Golf von Mexiko zu erproben. Testpilot Gregory startete und landete an Bord des Schiffes sowohl mit der leichten L-2 als auch den schwereren L-4 und L-5. Mit den Demonstrationen an Bord der City of Dalhart konnte Brodie nun auch die Navy sowie das Marine Corps überzeugen, die ihm für weitere Versuche das Panzerlandungsschiff USS LST-776 zur Verfügung stellten.

## Einsatz
Nachdem das System an Bord der LST-776 seine Einsatztauglichkeit bewiesen hatte, orderte die Navy 25 Brodie-Systeme, mit denen weitere Panzerlandungsschiffe ausgerüstet werden sollten, um das Inselspringen im Pazifik zu unterstützen. Zuvor hatte schon William Joseph Donovan 25 luftverlastbare Systeme für das Office of Strategic Services bestellt, die aber nicht mehr vor Kriegsende einsatzbereit waren.
Bis Kriegsende waren acht LSTs mit dem Brodie-System ausgerüstet und einsatzbereit, auch LST-776 mit dem Versuchsaufbau blieb weiter im Einsatz und nahm unter anderen an den Landungen auf Iwo Jima und Okinawa teil. Seinen militärischen Wert bewies das System am 26. März 1945, als die Invasionsflotte für Okinawa die japanischen Kerama-Inseln passierte. Da die Inseln für den Bau eines Flugplatzes zu klein waren, schenkten die Amerikaner ihnen keine große Beachtung. Lieutenant John Kriegsman startete mit seiner Piper L-4 von Bord der LST-776, um die Inseln aufzuklären. Dabei entdeckte er etwa 50 bis 60 Höhlen, aus denen Schienen ins Wasser führten. Nach der Rückkehr zum Mutterschiff erstattete er Meldung, so dass der kommandierende Offizier des Verbands die Inseln unter Feuer nehmen und besetzen ließ. Nach der Landung der amerikanischen Truppen stellte sich heraus, dass in den Höhlen mit Sprengstoff beladene Schnellboote warteten, die im Schutze der Dunkelheit die US-Flotte hätten angreifen sollen.
Mit dem Aufkommen der Hubschrauber nach dem Zweiten Weltkrieg wurde das System nicht mehr weiterentwickelt.